# Cooklaw
Cooklaw är en ort i civil parish Wall, i grevskapet Northumberland i England. Orten är belägen 7 km från Hexham. Cocklaw var en civil parish 1866–1955 när det uppgick i Wall. Civil parish hade 119 invånare år 1951.